# S/S Sachsenwald
S/S Sachsenwald är en tysk tidigare koleldad bogserbåt byggd 1914. Hon byggdes 1990 om till passagerarfartyg.

## Historik
Fartyget byggdes år 1914 som Ida-Erna, på skeppsvarvet Gebr. Wiemann i Brandenburg an der Havel. Det tjänstgjorde därefter som bogserbåt på floderna Elbe och Oder. Hon var då 25,4 meter lång och 5,5 meter bred, med ett djupgående på 1,36 meter och försedd med en trecylindrig kompoundångmaskin på 175 hästkrafter.
Hon hade flera olika ägare och döptes på 1930-talet om till Sachsenwald. År 1972 togs hon ur tjänst och lades upp, och åtta år senare övertogs det nu förfallna fartyget av Personenschifffahrt Oberelbe. Hon utsågs år 1985 till "tekniskt minnesmärke", och fem år senare reparerades hon och byggdes om till passagerarfartyg. Sachenwald sattes år 1991 in i linjetrafik på övre delen av Elbe, och mellan 1995 och 2000 chartrades hon av rederiet Weisse Flotte i Potsdam för trafik på floden Havel.
På grund av det låga vattendjupet i Elbe sommartid beslöt ägarna att minska fartygets djupgående genom att förlänga henne, och 2004 lades hon upp på varv. Hon kapades mittskepps och förlängdes med fem meter, varvid djupgåendet minskade med 30 centimeter. Maskinrummet blev större och däcket utökades med 25 m².